# Keine halben Sachen 2 – Jetzt erst recht!
Keine halben Sachen 2 – Jetzt erst recht! (Originaltitel: The Whole Ten Yards) ist eine US-amerikanische Filmkomödie von Howard Deutch aus dem Jahr 2004. Sie ist eine Fortsetzung der Komödie Keine halben Sachen aus dem Jahr 2000. Die Hauptrollen spielten Bruce Willis und Matthew Perry.

## Handlung
Cynthia, die Ehefrau von Nicholas „Oz“ Oseransky und Ex-Frau von Jimmy Tudeski, wird schwanger. Sie wird von den ungarischen Gangstern um Lazlo Gogolak entführt, weil dieser hofft, Jimmy zu finden und ihn als Mörder seines Sohnes Janni töten zu können. Oz reist nach Mexiko, wo sich Jimmy versteckt und bittet ihn um Hilfe. Jedoch gefällt sich Jimmy inzwischen als biederer Hausmann, wohingegen seine Frau Jill weiterhin in der Profikiller-Szene Karriere machen will. Schließlich willigt Jimmy doch ein, Oz zu helfen.
Die ersten Bemühungen zeigen keine Ergebnisse, aber Jimmy versichert Oz, dass er Cynthia finden kann. Es kommt allerdings zu einem heftigen Streit zwischen Jill und Jimmy, infolgedessen Jill abhaut und Jimmy und Oz überwältigt werden. Dann geraten sie in Gogolaks Gefangenschaft. Jill erscheint, sie will sich Gogolak anschließen.
Lazlo verlangt dafür, dass Jill Jimmy tötet, was sie scheinbar auch tut. Als seine Helfer Lazlos Sohn Strabo (der eigentlich schon länger tot ist, was Lazlo aber nicht weiß) aus Jills Auto holen wollen, explodiert der Wagen. Jill, Jimmy und Nicholas überwältigen die Gangster. Jill will Lazlo töten, aber Jimmy hält sie davon ab.
Cynthia, Jill, Jimmy und Nicholas hören die Sirenen der Polizeiautos und entkommen. Es stellt sich heraus, dass auf der Gogolak abgenommenen Dollar-Note das Passwort zu einem Konto mit 280 Millionen US-Dollar aufgeschrieben wurde. Es stellt sich auch heraus, dass Jill genauso wie Cynthia schwanger ist.

## Produktionsnotizen
Der Film wurde in Kalifornien und in den Niederlanden gedreht. Andrew Sugerman agierte als Herstellungsleiter. Die Produktionskosten betrugen ungefähr 30–40 Millionen US-Dollar (unterschiedliche Angaben), das Einspielergebnis in den Kinos der USA 16,3 Millionen US-Dollar.
Der deutsche Zusatz-Titel Jetzt erst recht ist eine Anspielung auf den dritten Teil von Stirb Langsam, in dem Bruce Willis die Hauptrolle spielte.

## Besetzung und Synchronisation
Die deutschsprachige Synchronisation des Films entstand bei der Interopa Film GmbH in Berlin. Verfasser des Dialogbuchs und auch Dialogregisseur war Sven Hasper.
| Rolle                                                     | Darsteller          | Synchronsprecher   |
| --------------------------------------------------------- | ------------------- | ------------------ |
| James Stefan Tudeski gen. Jimmy die Tulpe, Auftragsmörder | Bruce Willis        | Manfred Lehmann    |
| Nicholas Oseransky gen. Oz, Zahnarzt                      | Matthew Perry       | Uwe Büschken       |
| Jill, Partnerin von Jimmy                                 | Amanda Peet         | Andrea Solter      |
| Laszlo Gogolak, Mafiaboss                                 | Kevin Pollak        | Hans-Jürgen Wolf   |
| Cynthia Oseransky, Ehefrau von Oz und Exfrau von Jimmy    | Natasha Henstridge  | Silvia Mißbach     |
| Strabonitz Gogolak gen. Strabo, Sohn von Gogolak          | Frank Collison      | Thomas Wolff       |
| Zevo, Gehilfe von Gogolak                                 | Johnny Messner      | Dennis Schmidt-Foß |
| Yermo, Gehilfe von Gogolak                                | Silas Weir Mitchell | N. N.              |
| Jules Figueroa gen. Julie, Angestellte von Oz             | Tasha Smith         | Martina Treger     |
| Anya, Mutter von Gogolak                                  | Elisa Gallay        | Eva-Maria Werth    |

## Kritiken
Neil Smith schrieb auf www.bbc.co.uk, dass der Film langweilig sowie blass sei und es hoffentlich keinen dritten Teil geben würde.
Michael Wilmington schrieb in der Chicago Tribune, dass die Regie und das Drehbuch minimal besser als im ersten Film seien. Die Komödie sei auf ihre Art witzig, aber leer.
Das Lexikon des internationalen Films urteilte: „Das Sequel bleibt auf ganzer Linie hinter dem Vorgängerfilm zurück, was zwar nicht die Quantität aberwitziger Irrungen und Wirrungen anbelangt, wohl aber deren Qualität, da die öde Klamotte primär aus Klamauk und schauspielerischen Mätzchen besteht.“